# Crossaster squamatus
Crossaster squamatus is een zeester uit de familie Solasteridae. De wetenschappelijke naam van de soort werd in 1900 gepubliceerd door Ludwig Döderlein.

## Beschrijving
Het dorsale skelet van Crossaster squamatus bestaat uit elkaar overlappende platen met daartussen zeer kleine ruimtes met elk meestal slechts 1 papula. De dorsale paxillen zijn gelijk aan die van de gestekelde zonnester (Crossaster papposus), zij wat kleiner. De marginale paxillen staan in een enkele rij. De adambulacrale platen dragen in de richting van de groeve 5-7 stekels, langs de groeve een dwarse rij van meestal 8 stekels. Deze zonnester blijft veel kleiner dan C. papposus, maximaal 107 mm in diameter. De dorsale zijde is oranje-rood van kleur, met geel-rode paxillen; de onderzijde is geel-wit.

## Verspreiding
Het verspreidingsgebied van deze koudwatersoort in Europa loopt tot Spitsbergen en Oost-Groenland. Zuidelijker is dit dier aangetroffen in de omgeving van de Faeröer-eilanden op 1098 meter diepte. Wordt in de Nederlandse wateren niet aangetroffen. C. squamatus leeft op dieptes van 100-1160 meter.